# Dario Tadić
Dario Tadić (* 11. Mai 1990 in Odžak, SFR Jugoslawien, heute Bosnien und Herzegowina) ist ein österreichischer Fußballspieler auf der Position eines Stürmers.

## Karriere

### Verein
Tadić begann seine Karriere im Jahre 1998 in der Jugend des SC Pinkafeld und wechselte anschließend ins Bundesnachwuchszentrum Burgenland, ehe er im Alter von 14 Jahren in die Nachwuchsabteilung des FK Austria Wien übersiedelte. In der Saison 2006/07 wurde Tadić mit 20 Treffern Torschützenkönig der U-17-Jugendliga. Für das U-19-Team der Austria erzielte Tadić in 18 Spielen 12 Treffer.
Am 25. Mai 2007 debütierte Tadić als 17-Jähriger für die zweite Mannschaft des FK Austria Wien in der Ersten Liga, als er in der 76. Spielminute für Rubin Okotie eingewechselt wurde. Mit Beginn der Saison 2007/08 wurde Tadić zum fixen Bestandteil der zweiten Mannschaft von Austria Wien, ehe nach einem Kreuzbandriss von April 2009 bis Jänner 2010 ausfiel. Tadić absolvierte 39 Spiele in der zweithöchsten Spielklasse, in denen er sieben Treffer erzielte. Zur Saison 2010/11 musste die Amateurmannschaft zwangsweise in die drittklassige Regionalliga Ost absteigen.
Am 17. Oktober 2010 gab Tadić sein Debüt für die Kampfmannschaft von Austria Wien. Im Meisterschaftsspiel gegen die SV Mattersburg nominierte ihn Trainer Karl Daxbacher in die Startelf. Tadić durfte beim 3:0-Auswärtssieg bis zur 67. Spielminute mitwirken, ehe er durch Thiago Schumacher ersetzt wurde. Da kein Trikot mit seinem Namenszug vorbereitet war, musste Tadić mit einem neutralen Leibchen mit der Rückennummer 28 auflaufen. Bei seinem zweiten Bundesligaeinsatz im Heimspiel am 23. Oktober 2010 gegen LASK Linz kam er zu seinen ersten Meisterschaftstreffern. Mit seinen beiden Toren in der 31. und 35. Spielminute legte er den Grundstein zum 4:1-Heimsieg von Austria Wien.
Im Sommer 2012 wechselte er zum Ligakonkurrenten SC Wiener Neustadt. Im Jänner 2014 schloss er sich dem Zweitligisten SC Austria Lustenau. Nach eineinhalb Jahren in Vorarlberg wechselte er im Sommer 2015 zum Regionalligisten TSV Hartberg. Mit Hartberg konnte er 2017 in den Profifußball aufsteigen. In der Aufstiegssaison erzielte er in 28 Spielen 23 Treffer und wurde somit zweitbester Torschütze der Liga. Mit Hartberg stieg er 2018 auch in die Bundesliga auf. Im Oberhaus kam er in fünf Spielzeiten zu 144 Einsätzen für die Steirer, in denen er 47 Mal traf. Nachdem er in der Saison 2022/23 hauptsächlich nur noch als Joker eingesetzt worden war, verlängerte er seinen auslaufenden Vertrag in Hartberg nicht und verließ den Verein nach acht Jahren.
Anschließend wechselte Tadić zur Saison 2023/24 zum Zweitligisten SKN St. Pölten, bei dem er einen bis Juni 2025 laufenden Vertrag erhielt. In der Saison 2023/24 erzielte er 16 Zweitligatore in 29 Einsätzen und wurde damit Torschützenkönig. Dennoch wurde er anschließend aussortiert und kam im Herbst 2024/25 nur noch dreimal zum Zug. Sein Vertrag in St. Pölten wurde anschließend im Dezember 2024 aufgelöst.
Im Jänner 2025 kehrte er daraufhin zum viertklassigen SC Pinkafeld zurück.

### Nationalmannschaft
Unter Teamchef Hermann Stadler kam Tadić zu seinem ersten Länderspieleinsatz. Am 1. April 2009 stand der Mittelstürmer im Aufgebot der österreichischen U-19-Nationalmannschaft, wo er im Auswärtsspiel in Belgien beim 2:0-Sieg nach 67 Spielminuten durch Georg Gravogl ersetzt wurde.

## Erfolge
persönlich
- Torschützenkönig der 2. Liga: 2024